# Hướng Thọ Phú
Hướng Thọ Phú là một xã thuộc thành phố Tân An, tỉnh Long An, Việt Nam.

## Địa lý
Xã Hướng Thọ Phú nằm ở phía tây bắc thành phố Tân An, có vị trí địa lý:
- Phía đông giáp Phường 5
- Phía tây và phía bắc giáp huyện Thủ Thừa
- Phía nam giáp Phường 1, Phường 6 và xã Lợi Bình Nhơn với ranh giới là sông Vàm Cỏ Tây.

Xã Hướng Thọ Phú có diện tích 8,73 km², dân số năm 2022 là 8.070 người, mật độ dân số đạt 924 người/km².

## Hành chính
Xã Hướng Thọ Phú được chia thành 5 ấp: 1, 2, 3, 4, Đạo Thạnh.

## Lịch sử
Sau năm 1975, Hướng Thọ Phú là một xã thuộc huyện Thủ Thừa.
Ngày 11 tháng 3 năm 1977, Hội đồng Chính phủ ban hành Quyết định số 54-CP về việc thành lập huyện Bến Thủ trên cơ sở huyện Bến Lức và huyện Thủ Thừa. Khi đó, xã Hướng Thọ Phú thuộc huyện Bến Thủ.
Ngày 14 tháng 1 năm 1983, Hội đồng Bộ trưởng ban hành Quyết định số 05-HĐBT về việc sáp nhập xã Hướng Thọ Phú thuộc huyện Bến Thủ vào thị xã Tân An.
Ngày 24 tháng 3 năm 1994, Chính phủ ban hành Nghị định số 27-CP về việc thành lập Phường 5 trên cơ sở điều chỉnh 282,5 ha diện tích tự nhiên và 3.528 nhân khẩu của xã Hướng Thọ Phú.
Sau khi điều chỉnh địa giới hành chính, xã Hướng Thọ Phú còn lại 998,89 ha diện tích tự nhiên và 7.399 người.
Ngày 24 tháng 8 năm 2009, Chính phủ ban hành Nghị quyết số 38/NQ-CP về việc thành lập thành phố Tân An thuộc tỉnh Long An. Xã Hướng Thọ Phú trực thuộc thành phố Tân An.